# Lymantria pusilla
Lymantria pusilla este o specie de molii din genul Lymantria, familia Lymantriidae, descrisă de Felder 1874 Conform Catalogue of Life specia Lymantria pusilla nu are subspecii cunoscute.